# Paraíso pedrês
Galinha paraíso pedrês é uma raça de galináceos domésticos (Gallus gallus domesticus) de grande porte desenvolvida no Brasil.

## História
A raça é fruto do trabalho da família mineira Bianchi a partir da década de 80, que queriam uma galinha com aparência de galinha caipira  - com animais de diversas cores e tipos de pena - mas composta de animais de grande porte, com carne saborosa, de crescimento rápido, rústica, resistente a doenças, com ótima conversão alimentar, adaptada ao clima brasileiro, podendo ser criada solta, em sistema semi-intensivo ou intensivo, sendo competitiva com o frango branco. Foram usadas diversas raças, incluindo galinhas caipiras, para se chegar a este resultado.

## Aptidão e características raciais
A raça tem aptidão para carne e ovos. Os machos adultos podem chegar a 7 quilos, com os frangos podendo ser abatidos entre 65 e 70 dias de vida com peso médio entre 2,5 e 3 quilos. A raça pode ser usada como poedeira com postura anual de até 280 ovos.